# Fedorivka, Karlivka
Fedorivka (în ucraineană Федорівка) este o comună în raionul Karlivka, regiunea Poltava, Ucraina, formată numai din satul de reședință.

## Demografie
Componența lingvistică a comunei Fedorivka
     Ucraineană (96,99%)
     Rusă (2,21%)
     Alte limbi (0,53%)
Conform recensământului din 2001, majoritatea populației comunei Fedorivka era vorbitoare de ucraineană (96,99%), existând în minoritate și vorbitori de rusă (2,21%).